# کلت (نکا)
کُلِت، روستایی است از توابع بخش مرکزی شهرستان نکا در استان مازندران ایران.

## جمعیت
این روستا در دهستان مهروان قرار دارد و براساس سرشماری مرکز آمار ایران در سال ۱۳۸۵، جمعیت آن ۹۶۱ نفر (۲۲۹خانوار) بوده‌است. مردم کلت از قومیت طبری هستند. مردم کلت به زبان طبری (مازندرانی) سخن می‌گویند.